# غنت-وفلجم للسيدات 2020
غنت-وفلجم للسيدات 2020 (بالفرنسية: Gand-Wevelgem féminin 2020)‏ هو سباق دراجات هوائية، وهو الموسم رقم 9 من السباق، وأقيم في 11 أكتوبر 2020، وامتدّ لمسافة 141.4 كيلومتر، وهو أحد سباقات طواف العالم للدراجات للسيدات 2020، وقد شارك في السباق  133 متسابقاً ووصل إلى نهايته  106 متسابقاً.
فاز فيه بالمركز الأول  جولين ديهور، وبالمركز الثاني  لوت كوبيكي، وبالمركز الثالث  ليزا برينور.

## الفرق
| فرق سيدات عالمية (8)- يو أي أيه تيم ‏ - كانيون إس آر إيه إم راسينغ 2020 ‏ - ليف ريسينغ ‏ - FDJ–Suez ‏ - Liv AlUla Jayco ‏ - موفيستار للسيدات ‏ - فريق سنويب للسيدات 2020 ‏ - Lidl–Trek (women's team) ‏ فرق دراجات قارية سيدات (16)- أيه آر مونكس برو سيكلينج للسيدات ‏ - إس دي وركس ‏ - Ceratizit Pro Cycling ‏ - بنجوال شوفالمير ‏ - Ciclotel ‏ - فريق كوجياس ميتلر لوك برو للدراجات 2020 ‏ - دولتشيني فان إيك سبورت 2020 ‏ - Équipe Paule Ka ‏ - هايتك بوردكتس 2020 ‏ - لوتو سودال للسيدات 2020 ‏ - أوتوجلاس ويترين ‏ - باركهوتل فالكنبورغ 2020 ‏ - إن إكس تي جي ريسينغ 2020 ‏ - رالي 2020 ‏ - EF Education–Tibco–SVB ‏ - فالكار ترافل آند سيرفس 2020 ‏ |  |
| |  |

## المشاركون
| Ceratizit Pro Cycling ‏ WNT | Ceratizit Pro Cycling ‏ WNT | Ceratizit Pro Cycling ‏ WNT |
| -------------------------- | -------------------------- | -------------------------- |
| م                          | عداء                       | مرتبة                      |
| 1                          | Kathrin Hammes ‏            | 46                         |
| 2                          | ليزا برينور (طريق)         | 3                          |
| 3                          | ماريا جوليا كونفالونيري    | 18                         |
| 4                          | Julie Norman Leth ‏         | 37                         |
| 5                          | Sarah Rijkes ‏              | 91                         |
| 6                          | Lara Vieceli ‏              | 90                         |

| كانيون–إس آر إيه إم ‏ CSR | كانيون–إس آر إيه إم ‏ CSR | كانيون–إس آر إيه إم ‏ CSR |
| ------------------------ | ------------------------ | ------------------------ |
| م                        | عداء                     | مرتبة                    |
| 21                       | ألينا أمياليوسيك         | 33                       |
| 22                       | Alice Barnes (طريق)      | 63                       |
| 23                       | هانا بارنز               | 16                       |
| 24                       | تيفاني كرومويل           | 29                       |
| 25                       | ليزا كلاين               | لم يكمل السباق           |
| 26                       | الكسيس ريان              | 53                       |

| ليف ريسينغ ‏ CCC | ليف ريسينغ ‏ CCC       | ليف ريسينغ ‏ CCC |
| --------------- | --------------------- | --------------- |
| م               | عداء                  | مرتبة           |
| 31              | Valerie Demey ‏        | 28              |
| 32              | Jeanne Korevaar ‏      | 20              |
| 33              | Evy Kuijpers ‏         | 61              |
| 35              | ريجان ماركوس          | 22              |
| 36              | Pauliena Rooijakkers ‏ | 34              |

| FDJ–Suez ‏ FDJ | FDJ–Suez ‏ FDJ      | FDJ–Suez ‏ FDJ |
| ------------- | ------------------ | ------------- |
| م             | عداء               | مرتبة         |
| 41            | Stine Borgli ‏      | 23            |
| 42            | Clara Copponi ‏     | 83            |
| 43            | أوجيني دوفال       | 60            |
| 44            | إميليا فهلين       | 43            |
| 45            | Maëlle Grossetête ‏ | 58            |
| 46            | لورين كيتشن        | 94            |

| Liv AlUla Jayco ‏ MTS | Liv AlUla Jayco ‏ MTS | Liv AlUla Jayco ‏ MTS |
| -------------------- | -------------------- | -------------------- |
| م                    | عداء                 | مرتبة                |
| 51                   | جيسيكا ألين          | 104                  |
| 52                   | غريس براون           | 21                   |
| 53                   | غراسي إلفن           | 65                   |
| 54                   | جيسيكا روبرتس        | 105                  |
| 55                   | سارة روي             | 4                    |
| 56                   | يانيكي إنسينغ        | 101                  |

| موفيستار للسيدات ‏ MOV | موفيستار للسيدات ‏ MOV  | موفيستار للسيدات ‏ MOV |
| --------------------- | ---------------------- | --------------------- |
| م                     | عداء                   | مرتبة                 |
| 61                    | أود بيانيك             | 24                    |
| 62                    | Jelena Erić (cyclist) ‏ | 19                    |
| 63                    | أليسيا غونزاليس بلانكو | 96                    |
| 64                    | باربرا جوارشي          | 95                    |
| 65                    | غلوريا رودريغيز        | 47                    |
| 66                    | Alba Teruel Ribes ‏     | 97                    |

| فريق سنويب للسيدات ‏ SUN | فريق سنويب للسيدات ‏ SUN | فريق سنويب للسيدات ‏ SUN |
| ----------------------- | ----------------------- | ----------------------- |
| م                       | عداء                    | مرتبة                   |
| 71                      | Coryn Rivera            | 67                      |
| 72                      | أليسون جاكسون           | 32                      |
| 73                      | فلورتجي ماكايج          | 31                      |
| 74                      | فرانشيسكا كوش ‏          | 71                      |
| 75                      | ليان ليبرت              | 62                      |
| 76                      | لورينا ويبيس            | 11                      |

| Lidl–Trek (women's team) ‏ TFS | Lidl–Trek (women's team) ‏ TFS | Lidl–Trek (women's team) ‏ TFS |
| ----------------------------- | ----------------------------- | ----------------------------- |
| م                             | عداء                          | مرتبة                         |
| 81                            | Lizzie Deignan                | 8                             |
| 82                            | Audrey Cordon-Ragot (طريق)    | 98                            |
| 83                            | إليسا ونغو بورغيني            | 10                            |
| 84                            | Ellen van Dijk                | 26                            |
| 85                            | روث ويندر (طريق)              | لم يكمل السباق                |
| 86                            | تريكسي ووراك                  | 99                            |

| إس دي وركس ‏ DLT | إس دي وركس ‏ DLT       | إس دي وركس ‏ DLT |
| --------------- | --------------------- | --------------- |
| م               | عداء                  | مرتبة           |
| 91              | جولين ديهور           | 1               |
| 92              | إيفا بورمان           | 68              |
| 93              | أمالي ديديريكسن       | 44              |
| 94              | كريستين ماجروس (طريق) | 12              |
| 95              | ايمي بيترز            | 9               |
| 96              | Lonneke Uneken ‏       | 42              |

| فريق كوجياس ميتلر لوك برو للدراجات ‏ CGS | فريق كوجياس ميتلر لوك برو للدراجات ‏ CGS | فريق كوجياس ميتلر لوك برو للدراجات ‏ CGS |
| --------------------------------------- | --------------------------------------- | --------------------------------------- |
| م                                       | عداء                                    | مرتبة                                   |
| 101                                     | Marie-Soleil Blais ‏                     | 84                                      |
| 102                                     | Annabel Fisher ‏                         | لم يكمل السباق                          |
| 103                                     | Aigul Gareeva ‏                          | 70                                      |
| 104                                     | ديانا كليموفا (طريق)                    | 35                                      |
| 105                                     | Iuliia Galimullina ‏                     | لم يكمل السباق                          |
| 106                                     | Noemi Rüegg ‏                            | 103                                     |

| Équipe Paule Ka ‏ EPK | Équipe Paule Ka ‏ EPK     | Équipe Paule Ka ‏ EPK |
| -------------------- | ------------------------ | -------------------- |
| م                    | عداء                     | مرتبة                |
| 111                  | Elise Chabbey ‏           | 27                   |
| 112                  | Mikayla Harvey ‏          | 56                   |
| 113                  | Emma Norsgaard (طريق)    | 14                   |
| 114                  | Niamh Fisher-Black ‏      | 64                   |
| 115                  | مارلين رويسر (طريق)      | 30                   |
| 116                  | Maria Vittoria Sperotto ‏ | 106                  |

| لوتو بيليسول للسيدات ‏ LSL | لوتو بيليسول للسيدات ‏ LSL | لوتو بيليسول للسيدات ‏ LSL |
| ------------------------- | ------------------------- | ------------------------- |
| م                         | عداء                      | مرتبة                     |
| 121                       | لوت كوبيكي (طريق)         | 2                         |
| 122                       | Danique Braam ‏            | لم يكمل السباق            |
| 123                       | Dani Christmas ‏           | 55                        |
| 124                       | Arianna Fidanza ‏          | 59                        |
| 125                       | Abby-Mae Parkinson ‏       | 48                        |
| 126                       | Jesse Vandenbulcke ‏       | 36                        |

| باركهوتل فالكنبورغ ‏ PHV | باركهوتل فالكنبورغ ‏ PHV | باركهوتل فالكنبورغ ‏ PHV |
| ----------------------- | ----------------------- | ----------------------- |
| م                       | عداء                    | مرتبة                   |
| 131                     | آن صوفي دويك            | 81                      |
| 132                     | Marit Raaijmakers ‏      | 69                      |
| 133                     | أنوسكا كوستر            | 54                      |
| 134                     | Karlijn Swinkels ‏       | 17                      |
| 135                     | إستر فان فيين           | 86                      |
| 136                     | ديمي فوليرينغ           | 7                       |

| فالكار سيلانس ‏ VAL | فالكار سيلانس ‏ VAL | فالكار سيلانس ‏ VAL |
| ------------------ | ------------------ | ------------------ |
| م                  | عداء               | مرتبة              |
| 141                | إليسا بالسامو      | لم يكمل السباق     |
| 142                | مارتا كافالي       | 5                  |
| 143                | Vittoria Guazzini ‏ | 13                 |
| 144                | Silvia Persico ‏    | 45                 |
| 145                | Silvia Pollicini ‏  | 25                 |
| 146                | Ilaria Sanguineti ‏ | 15                 |

| أيه آر مونكس برو سيكلينج للسيدات ‏ ASA | أيه آر مونكس برو سيكلينج للسيدات ‏ ASA | أيه آر مونكس برو سيكلينج للسيدات ‏ ASA |
| ------------------------------------- | ------------------------------------- | ------------------------------------- |
| م                                     | عداء                                  | مرتبة                                 |
| 152                                   | ليليانا مورينو                        | لم يكمل السباق                        |
| 153                                   | Francesca Pattaro ‏                    | لم يكمل السباق                        |
| 154                                   | Katia Ragusa ‏                         | 41                                    |
| 155                                   | Olga Shekel ‏                          | 73                                    |
| 156                                   | أرلينيس سيرا (طريق)                   | 39                                    |

| بنجوال شوفالمير ‏ CCT | بنجوال شوفالمير ‏ CCT | بنجوال شوفالمير ‏ CCT |
| -------------------- | -------------------- | -------------------- |
| م                    | عداء                 | مرتبة                |
| 161                  | ثاليتا دي جونج       | لم يكمل السباق       |
| 162                  | Nathalie Bex ‏        | 79                   |
| 163                  | ناتالي فان غوخ       | 66                   |
| 164                  | روكسان فورنييه       | 100                  |
| 166                  | كيلي فان دن ستين     | 74                   |

| Ciclotel ‏ CTL | Ciclotel ‏ CTL       | Ciclotel ‏ CTL  |
| ------------- | ------------------- | -------------- |
| م             | عداء                | مرتبة          |
| 171           | Kim de Baat ‏        | لم يكمل السباق |
| 172           | Valeriya Kononenko ‏ | 52             |
| 173           | Olha Kulynych ‏      | 78             |
| 174           | أليس شارب (طريق)    | 80             |
| 175           | Sara Van de Vel ‏    | لم يكمل السباق |
| 176           | كيرستي فان هافتن    | لم يكمل السباق |

| دولتشيني فان إيك بروكسيموس ‏ DVE | دولتشيني فان إيك بروكسيموس ‏ DVE | دولتشيني فان إيك بروكسيموس ‏ DVE |
| ------------------------------- | ------------------------------- | ------------------------------- |
| م                               | عداء                            | مرتبة                           |
| 181                             | Minke Bakker‏                    | 87                              |
| 182                             | Victoire Berteau ‏               | لم يكمل السباق                  |
| 183                             | Christina Schweinberger ‏        | 88                              |
| 184                             | Kathrin Schweinberger ‏ (طريق)   | 92                              |
| 185                             | Nicole Steigenga ‏               | 51                              |
| 186                             | Marieke de Groot ‏               | 77                              |

| تيم كوب هايتك بوردكتس ‏ HPU | تيم كوب هايتك بوردكتس ‏ HPU | تيم كوب هايتك بوردكتس ‏ HPU |
| -------------------------- | -------------------------- | -------------------------- |
| م                          | عداء                       | مرتبة                      |
| 191                        | Silje Mathisen ‏            | لم يكمل السباق             |
| 192                        | Vita Heine ‏                | 49                         |
| 193                        | ميكي كروجر                 | 72                         |
| 195                        | Greta Richioud ‏            | لم يكمل السباق             |
| 196                        | لوسي جارنر                 | لم يكمل السباق             |

| أوتوجلاس ويترين ‏ MUL | أوتوجلاس ويترين ‏ MUL       | أوتوجلاس ويترين ‏ MUL |
| -------------------- | -------------------------- | -------------------- |
| م                    | عداء                       | مرتبة                |
| 201                  | Anna Badegruber ‏           | لم يكمل السباق       |
| 202                  | Lara Defour ‏               | لم يكمل السباق       |
| 203                  | Fien Delbaere ‏             | لم يكمل السباق       |
| 204                  | Hanna Johansson (cyclist) ‏ | 102                  |
| 205                  | Céline van Houtum‏          | 76                   |
| 206                  | Kylie Waterreus ‏           | 75                   |

| إن إكس تي جي ريسينغ ‏ NXG | إن إكس تي جي ريسينغ ‏ NXG | إن إكس تي جي ريسينغ ‏ NXG |
| ------------------------ | ------------------------ | ------------------------ |
| م                        | عداء                     | مرتبة                    |
| 211                      | Rozemarijn Ammerlaan ‏    | لم يكمل السباق           |
| 212                      | Julia Borgström ‏         | 40                       |
| 213                      | Cathalijne Hoolwerf ‏     | لم يكمل السباق           |
| 215                      | Charlotte Kool ‏          | 85                       |
| 216                      | Emily Wadsworth ‏         | لم يكمل السباق           |

| EF Education–Tibco–SVB ‏ TIB | EF Education–Tibco–SVB ‏ TIB | EF Education–Tibco–SVB ‏ TIB |
| --------------------------- | --------------------------- | --------------------------- |
| م                           | عداء                        | مرتبة                       |
| 221                         | ليا ديكسون ‏                 | 82                          |
| 222                         | نينا كيسلر                  | لم يكمل السباق              |
| 223                         | Sharlotte Lucas ‏ (طريق)     | 57                          |
| 224                         | Shannon Malseed ‏            | لم يكمل السباق              |
| 225                         | Emily Newsom ‏               | 93                          |
| 226                         | لورين ستيفنز                | 6                           |

| رالي سايكلنج ‏ RLW | رالي سايكلنج ‏ RLW | رالي سايكلنج ‏ RLW |
| ----------------- | ----------------- | ----------------- |
| م                 | عداء              | مرتبة             |
| 231               | كلو هوسكينغ       | 50                |
| 232               | هايدي فرانز       | 89                |
| 233               | Leigh Ann Ganzar ‏ | لم يكمل السباق    |
| 234               | Sara Poidevin ‏    | لم يكمل السباق    |
| 235               | إيما وايت         | لم يكمل السباق    |
| 236               | ليلي وليامز       | 38                |

| Ceratizit Pro Cycling ‏ WNT | Ceratizit Pro Cycling ‏ WNT | Ceratizit Pro Cycling ‏ WNT |
| -------------------------- | -------------------------- | -------------------------- |
| م                          | عداء                       | مرتبة                      |
| 1                          | Kathrin Hammes ‏            | 46                         |
| 2                          | ليزا برينور (طريق)         | 3                          |
| 3                          | ماريا جوليا كونفالونيري    | 18                         |
| 4                          | Julie Norman Leth ‏         | 37                         |
| 5                          | Sarah Rijkes ‏              | 91                         |
| 6                          | Lara Vieceli ‏              | 90                         |

| كانيون–إس آر إيه إم ‏ CSR | كانيون–إس آر إيه إم ‏ CSR | كانيون–إس آر إيه إم ‏ CSR |
| ------------------------ | ------------------------ | ------------------------ |
| م                        | عداء                     | مرتبة                    |
| 21                       | ألينا أمياليوسيك         | 33                       |
| 22                       | Alice Barnes (طريق)      | 63                       |
| 23                       | هانا بارنز               | 16                       |
| 24                       | تيفاني كرومويل           | 29                       |
| 25                       | ليزا كلاين               | لم يكمل السباق           |
| 26                       | الكسيس ريان              | 53                       |

| ليف ريسينغ ‏ CCC | ليف ريسينغ ‏ CCC       | ليف ريسينغ ‏ CCC |
| --------------- | --------------------- | --------------- |
| م               | عداء                  | مرتبة           |
| 31              | Valerie Demey ‏        | 28              |
| 32              | Jeanne Korevaar ‏      | 20              |
| 33              | Evy Kuijpers ‏         | 61              |
| 35              | ريجان ماركوس          | 22              |
| 36              | Pauliena Rooijakkers ‏ | 34              |

| FDJ–Suez ‏ FDJ | FDJ–Suez ‏ FDJ      | FDJ–Suez ‏ FDJ |
| ------------- | ------------------ | ------------- |
| م             | عداء               | مرتبة         |
| 41            | Stine Borgli ‏      | 23            |
| 42            | Clara Copponi ‏     | 83            |
| 43            | أوجيني دوفال       | 60            |
| 44            | إميليا فهلين       | 43            |
| 45            | Maëlle Grossetête ‏ | 58            |
| 46            | لورين كيتشن        | 94            |

| Liv AlUla Jayco ‏ MTS | Liv AlUla Jayco ‏ MTS | Liv AlUla Jayco ‏ MTS |
| -------------------- | -------------------- | -------------------- |
| م                    | عداء                 | مرتبة                |
| 51                   | جيسيكا ألين          | 104                  |
| 52                   | غريس براون           | 21                   |
| 53                   | غراسي إلفن           | 65                   |
| 54                   | جيسيكا روبرتس        | 105                  |
| 55                   | سارة روي             | 4                    |
| 56                   | يانيكي إنسينغ        | 101                  |

| موفيستار للسيدات ‏ MOV | موفيستار للسيدات ‏ MOV  | موفيستار للسيدات ‏ MOV |
| --------------------- | ---------------------- | --------------------- |
| م                     | عداء                   | مرتبة                 |
| 61                    | أود بيانيك             | 24                    |
| 62                    | Jelena Erić (cyclist) ‏ | 19                    |
| 63                    | أليسيا غونزاليس بلانكو | 96                    |
| 64                    | باربرا جوارشي          | 95                    |
| 65                    | غلوريا رودريغيز        | 47                    |
| 66                    | Alba Teruel Ribes ‏     | 97                    |

| فريق سنويب للسيدات ‏ SUN | فريق سنويب للسيدات ‏ SUN | فريق سنويب للسيدات ‏ SUN |
| ----------------------- | ----------------------- | ----------------------- |
| م                       | عداء                    | مرتبة                   |
| 71                      | Coryn Rivera            | 67                      |
| 72                      | أليسون جاكسون           | 32                      |
| 73                      | فلورتجي ماكايج          | 31                      |
| 74                      | فرانشيسكا كوش ‏          | 71                      |
| 75                      | ليان ليبرت              | 62                      |
| 76                      | لورينا ويبيس            | 11                      |

| Lidl–Trek (women's team) ‏ TFS | Lidl–Trek (women's team) ‏ TFS | Lidl–Trek (women's team) ‏ TFS |
| ----------------------------- | ----------------------------- | ----------------------------- |
| م                             | عداء                          | مرتبة                         |
| 81                            | Lizzie Deignan                | 8                             |
| 82                            | Audrey Cordon-Ragot (طريق)    | 98                            |
| 83                            | إليسا ونغو بورغيني            | 10                            |
| 84                            | Ellen van Dijk                | 26                            |
| 85                            | روث ويندر (طريق)              | لم يكمل السباق                |
| 86                            | تريكسي ووراك                  | 99                            |

| إس دي وركس ‏ DLT | إس دي وركس ‏ DLT       | إس دي وركس ‏ DLT |
| --------------- | --------------------- | --------------- |
| م               | عداء                  | مرتبة           |
| 91              | جولين ديهور           | 1               |
| 92              | إيفا بورمان           | 68              |
| 93              | أمالي ديديريكسن       | 44              |
| 94              | كريستين ماجروس (طريق) | 12              |
| 95              | ايمي بيترز            | 9               |
| 96              | Lonneke Uneken ‏       | 42              |

| فريق كوجياس ميتلر لوك برو للدراجات ‏ CGS | فريق كوجياس ميتلر لوك برو للدراجات ‏ CGS | فريق كوجياس ميتلر لوك برو للدراجات ‏ CGS |
| --------------------------------------- | --------------------------------------- | --------------------------------------- |
| م                                       | عداء                                    | مرتبة                                   |
| 101                                     | Marie-Soleil Blais ‏                     | 84                                      |
| 102                                     | Annabel Fisher ‏                         | لم يكمل السباق                          |
| 103                                     | Aigul Gareeva ‏                          | 70                                      |
| 104                                     | ديانا كليموفا (طريق)                    | 35                                      |
| 105                                     | Iuliia Galimullina ‏                     | لم يكمل السباق                          |
| 106                                     | Noemi Rüegg ‏                            | 103                                     |

| Équipe Paule Ka ‏ EPK | Équipe Paule Ka ‏ EPK     | Équipe Paule Ka ‏ EPK |
| -------------------- | ------------------------ | -------------------- |
| م                    | عداء                     | مرتبة                |
| 111                  | Elise Chabbey ‏           | 27                   |
| 112                  | Mikayla Harvey ‏          | 56                   |
| 113                  | Emma Norsgaard (طريق)    | 14                   |
| 114                  | Niamh Fisher-Black ‏      | 64                   |
| 115                  | مارلين رويسر (طريق)      | 30                   |
| 116                  | Maria Vittoria Sperotto ‏ | 106                  |

| لوتو بيليسول للسيدات ‏ LSL | لوتو بيليسول للسيدات ‏ LSL | لوتو بيليسول للسيدات ‏ LSL |
| ------------------------- | ------------------------- | ------------------------- |
| م                         | عداء                      | مرتبة                     |
| 121                       | لوت كوبيكي (طريق)         | 2                         |
| 122                       | Danique Braam ‏            | لم يكمل السباق            |
| 123                       | Dani Christmas ‏           | 55                        |
| 124                       | Arianna Fidanza ‏          | 59                        |
| 125                       | Abby-Mae Parkinson ‏       | 48                        |
| 126                       | Jesse Vandenbulcke ‏       | 36                        |

| باركهوتل فالكنبورغ ‏ PHV | باركهوتل فالكنبورغ ‏ PHV | باركهوتل فالكنبورغ ‏ PHV |
| ----------------------- | ----------------------- | ----------------------- |
| م                       | عداء                    | مرتبة                   |
| 131                     | آن صوفي دويك            | 81                      |
| 132                     | Marit Raaijmakers ‏      | 69                      |
| 133                     | أنوسكا كوستر            | 54                      |
| 134                     | Karlijn Swinkels ‏       | 17                      |
| 135                     | إستر فان فيين           | 86                      |
| 136                     | ديمي فوليرينغ           | 7                       |

| فالكار سيلانس ‏ VAL | فالكار سيلانس ‏ VAL | فالكار سيلانس ‏ VAL |
| ------------------ | ------------------ | ------------------ |
| م                  | عداء               | مرتبة              |
| 141                | إليسا بالسامو      | لم يكمل السباق     |
| 142                | مارتا كافالي       | 5                  |
| 143                | Vittoria Guazzini ‏ | 13                 |
| 144                | Silvia Persico ‏    | 45                 |
| 145                | Silvia Pollicini ‏  | 25                 |
| 146                | Ilaria Sanguineti ‏ | 15                 |

| أيه آر مونكس برو سيكلينج للسيدات ‏ ASA | أيه آر مونكس برو سيكلينج للسيدات ‏ ASA | أيه آر مونكس برو سيكلينج للسيدات ‏ ASA |
| ------------------------------------- | ------------------------------------- | ------------------------------------- |
| م                                     | عداء                                  | مرتبة                                 |
| 152                                   | ليليانا مورينو                        | لم يكمل السباق                        |
| 153                                   | Francesca Pattaro ‏                    | لم يكمل السباق                        |
| 154                                   | Katia Ragusa ‏                         | 41                                    |
| 155                                   | Olga Shekel ‏                          | 73                                    |
| 156                                   | أرلينيس سيرا (طريق)                   | 39                                    |

| بنجوال شوفالمير ‏ CCT | بنجوال شوفالمير ‏ CCT | بنجوال شوفالمير ‏ CCT |
| -------------------- | -------------------- | -------------------- |
| م                    | عداء                 | مرتبة                |
| 161                  | ثاليتا دي جونج       | لم يكمل السباق       |
| 162                  | Nathalie Bex ‏        | 79                   |
| 163                  | ناتالي فان غوخ       | 66                   |
| 164                  | روكسان فورنييه       | 100                  |
| 166                  | كيلي فان دن ستين     | 74                   |

| Ciclotel ‏ CTL | Ciclotel ‏ CTL       | Ciclotel ‏ CTL  |
| ------------- | ------------------- | -------------- |
| م             | عداء                | مرتبة          |
| 171           | Kim de Baat ‏        | لم يكمل السباق |
| 172           | Valeriya Kononenko ‏ | 52             |
| 173           | Olha Kulynych ‏      | 78             |
| 174           | أليس شارب (طريق)    | 80             |
| 175           | Sara Van de Vel ‏    | لم يكمل السباق |
| 176           | كيرستي فان هافتن    | لم يكمل السباق |

| دولتشيني فان إيك بروكسيموس ‏ DVE | دولتشيني فان إيك بروكسيموس ‏ DVE | دولتشيني فان إيك بروكسيموس ‏ DVE |
| ------------------------------- | ------------------------------- | ------------------------------- |
| م                               | عداء                            | مرتبة                           |
| 181                             | Minke Bakker‏                    | 87                              |
| 182                             | Victoire Berteau ‏               | لم يكمل السباق                  |
| 183                             | Christina Schweinberger ‏        | 88                              |
| 184                             | Kathrin Schweinberger ‏ (طريق)   | 92                              |
| 185                             | Nicole Steigenga ‏               | 51                              |
| 186                             | Marieke de Groot ‏               | 77                              |

| تيم كوب هايتك بوردكتس ‏ HPU | تيم كوب هايتك بوردكتس ‏ HPU | تيم كوب هايتك بوردكتس ‏ HPU |
| -------------------------- | -------------------------- | -------------------------- |
| م                          | عداء                       | مرتبة                      |
| 191                        | Silje Mathisen ‏            | لم يكمل السباق             |
| 192                        | Vita Heine ‏                | 49                         |
| 193                        | ميكي كروجر                 | 72                         |
| 195                        | Greta Richioud ‏            | لم يكمل السباق             |
| 196                        | لوسي جارنر                 | لم يكمل السباق             |

| أوتوجلاس ويترين ‏ MUL | أوتوجلاس ويترين ‏ MUL       | أوتوجلاس ويترين ‏ MUL |
| -------------------- | -------------------------- | -------------------- |
| م                    | عداء                       | مرتبة                |
| 201                  | Anna Badegruber ‏           | لم يكمل السباق       |
| 202                  | Lara Defour ‏               | لم يكمل السباق       |
| 203                  | Fien Delbaere ‏             | لم يكمل السباق       |
| 204                  | Hanna Johansson (cyclist) ‏ | 102                  |
| 205                  | Céline van Houtum‏          | 76                   |
| 206                  | Kylie Waterreus ‏           | 75                   |

| إن إكس تي جي ريسينغ ‏ NXG | إن إكس تي جي ريسينغ ‏ NXG | إن إكس تي جي ريسينغ ‏ NXG |
| ------------------------ | ------------------------ | ------------------------ |
| م                        | عداء                     | مرتبة                    |
| 211                      | Rozemarijn Ammerlaan ‏    | لم يكمل السباق           |
| 212                      | Julia Borgström ‏         | 40                       |
| 213                      | Cathalijne Hoolwerf ‏     | لم يكمل السباق           |
| 215                      | Charlotte Kool ‏          | 85                       |
| 216                      | Emily Wadsworth ‏         | لم يكمل السباق           |

| EF Education–Tibco–SVB ‏ TIB | EF Education–Tibco–SVB ‏ TIB | EF Education–Tibco–SVB ‏ TIB |
| --------------------------- | --------------------------- | --------------------------- |
| م                           | عداء                        | مرتبة                       |
| 221                         | ليا ديكسون ‏                 | 82                          |
| 222                         | نينا كيسلر                  | لم يكمل السباق              |
| 223                         | Sharlotte Lucas ‏ (طريق)     | 57                          |
| 224                         | Shannon Malseed ‏            | لم يكمل السباق              |
| 225                         | Emily Newsom ‏               | 93                          |
| 226                         | لورين ستيفنز                | 6                           |

| رالي سايكلنج ‏ RLW | رالي سايكلنج ‏ RLW | رالي سايكلنج ‏ RLW |
| ----------------- | ----------------- | ----------------- |
| م                 | عداء              | مرتبة             |
| 231               | كلو هوسكينغ       | 50                |
| 232               | هايدي فرانز       | 89                |
| 233               | Leigh Ann Ganzar ‏ | لم يكمل السباق    |
| 234               | Sara Poidevin ‏    | لم يكمل السباق    |
| 235               | إيما وايت         | لم يكمل السباق    |
| 236               | ليلي وليامز       | 38                |

## التصنيف العام النهائي
| \| التصنيف العام \| التصنيف العام \| التصنيف العام \| التصنيف العام \| التصنيف العام \| \| المتسابقة \| المتسابقة \| الفريق \| الوقت \| \| \| ------------- \| ------------------ \| ------------------------------------- \| ------------- \| ------------- \| \| 1 \| جولين ديهور \| إس دي وركس [الإنجليزية]‏ \| 3 س 33 د 15 ث \| \| \| 2 \| لوت كوبيكي \| لوتو بيليسول للسيدات [الإنجليزية]‏ \| + 0 ث \| \| \| 3 \| ليزا برينور \| Ceratizit Pro Cycling [الإنجليزية]‏ \| + 0 ث \| \| \| 4 \| سارة روي \| Liv AlUla Jayco [الإنجليزية]‏ \| + 0 ث \| \| \| 5 \| مارتا كافالي \| فالكار سيلانس [الإنجليزية]‏ \| + 0 ث \| \| \| 6 \| لورين ستيفنز \| EF Education–Tibco–SVB [الإنجليزية]‏ \| + 0 ث \| \| \| 7 \| ديمي فوليرينغ \| باركهوتل فالكنبورغ [الإنجليزية]‏ \| + 0 ث \| \| \| 8 \| Lizzie Deignan \| Lidl–Trek (women's team) [الإنجليزية]‏ \| + 0 ث \| \| \| 9 \| ايمي بيترز \| إس دي وركس [الإنجليزية]‏ \| + 5 ث \| \| \| 10 \| إليسا ونغو بورغيني \| Lidl–Trek (women's team) [الإنجليزية]‏ \| + 8 ث \| \| |                    |                           |               |  |
| |                    |                           |               |  |
| مصدر: ProCyclingStats |                    |                           |               |  |
| التصنيف العام |                    |                           |               |  |
| المتسابقة | المتسابقة          | الفريق                    | الوقت         |  |
| 1 | جولين ديهور        | إس دي وركس ‏               | 3 س 33 د 15 ث |  |
| 2 | لوت كوبيكي         | لوتو بيليسول للسيدات ‏     | + 0 ث         |  |
| 3 | ليزا برينور        | Ceratizit Pro Cycling ‏    | + 0 ث         |  |
| 4 | سارة روي           | Liv AlUla Jayco ‏          | + 0 ث         |  |
| 5 | مارتا كافالي       | فالكار سيلانس ‏            | + 0 ث         |  |
| 6 | لورين ستيفنز       | EF Education–Tibco–SVB ‏   | + 0 ث         |  |
| 7 | ديمي فوليرينغ      | باركهوتل فالكنبورغ ‏       | + 0 ث         |  |
| 8 | Lizzie Deignan     | Lidl–Trek (women's team) ‏ | + 0 ث         |  |
| 9 | ايمي بيترز         | إس دي وركس ‏               | + 5 ث         |  |
| 10 | إليسا ونغو بورغيني | Lidl–Trek (women's team) ‏ | + 8 ث         |  |

### تصنيف النقاط
| \| تصنيف النقاط \| تصنيف النقاط \| تصنيف النقاط \| تصنيف النقاط \| تصنيف النقاط \| \| المتسابقة \| المتسابقة \| الفريق \| النقاط \| \| \| ------------ \| ------------------- \| ------------------------------------- \| ------------ \| ------------ \| \| 1 \| Lizzie Deignan \| Lidl–Trek (women's team) [الإنجليزية]‏ \| 1622 نقطة \| \| \| 2 \| أنا فان دير بريغين \| إس دي وركس [الإنجليزية]‏ \| 1165 نقطة \| \| \| 3 \| إليسا ونغو بورغيني \| Lidl–Trek (women's team) [الإنجليزية]‏ \| 981 نقطة \| \| \| 4 \| ماريان فوس \| ليف ريسينغ [الإنجليزية]‏ \| 974 نقطة \| \| \| 5 \| ليان ليبرت \| فريق سنويب للسيدات [الإنجليزية]‏ \| 814 نقطة \| \| \| 6 \| سيسيلي أوتوب لودفيغ \| FDJ–Suez [الإنجليزية]‏ \| 808 نقطة \| \| \| 7 \| كاتارزينا نيفيادوما \| كانيون–إس آر إيه إم [الإنجليزية]‏ \| 747 نقطة \| \| \| 8 \| ديمي فوليرينغ \| باركهوتل فالكنبورغ [الإنجليزية]‏ \| 736 نقطة \| \| \| 9 \| أنيميك فان فليوتن \| Liv AlUla Jayco [الإنجليزية]‏ \| 733 نقطة \| \| \| 10 \| لوت كوبيكي \| لوتو بيليسول للسيدات [الإنجليزية]‏ \| 530 نقطة \| \| |                     |                           |           |  |
| |                     |                           |           |  |
| مصدر: ProCyclingStats |                     |                           |           |  |
| تصنيف النقاط |                     |                           |           |  |
| المتسابقة | المتسابقة           | الفريق                    | النقاط    |  |
| 1 | Lizzie Deignan      | Lidl–Trek (women's team) ‏ | 1622 نقطة |  |
| 2 | أنا فان دير بريغين  | إس دي وركس ‏               | 1165 نقطة |  |
| 3 | إليسا ونغو بورغيني  | Lidl–Trek (women's team) ‏ | 981 نقطة  |  |
| 4 | ماريان فوس          | ليف ريسينغ ‏               | 974 نقطة  |  |
| 5 | ليان ليبرت          | فريق سنويب للسيدات ‏       | 814 نقطة  |  |
| 6 | سيسيلي أوتوب لودفيغ | FDJ–Suez ‏                 | 808 نقطة  |  |
| 7 | كاتارزينا نيفيادوما | كانيون–إس آر إيه إم ‏      | 747 نقطة  |  |
| 8 | ديمي فوليرينغ       | باركهوتل فالكنبورغ ‏       | 736 نقطة  |  |
| 9 | أنيميك فان فليوتن   | Liv AlUla Jayco ‏          | 733 نقطة  |  |
| 10 | لوت كوبيكي          | لوتو بيليسول للسيدات ‏     | 530 نقطة  |  |

### تصنيف أفضل شاب
| \| تصنيف أفضل شابة \| تصنيف أفضل شابة \| تصنيف أفضل شابة \| تصنيف أفضل شابة \| تصنيف أفضل شابة \| \| المتسابقة \| المتسابقة \| الفريق \| الوقت \| \| \| --------------- \| ------------------------------- \| ------------------------------------------ \| --------------- \| --------------- \| \| 1 \| ليان ليبرت \| فريق سنويب للسيدات [الإنجليزية]‏ \| \| \| \| 2 \| Mikayla Harvey [الإنجليزية]‏ \| Équipe Paule Ka [الإنجليزية]‏ \| \| \| \| 3 \| جولييت لابوس \| فريق سنويب للسيدات [الإنجليزية]‏ \| \| \| \| 4 \| إليسا بالسامو \| فالكار سيلانس [الإنجليزية]‏ \| \| \| \| 5 \| كيارا كونسوني \| فالكار سيلانس [الإنجليزية]‏ \| \| \| \| 6 \| Évita Muzic [الإنجليزية]‏ \| FDJ–Suez [الإنجليزية]‏ \| \| \| \| 7 \| إيلا هاريس \| كانيون–إس آر إيه إم [الإنجليزية]‏ \| \| \| \| 8 \| مارتا كافالي \| فالكار سيلانس [الإنجليزية]‏ \| \| \| \| 9 \| Niamh Fisher-Black [الإنجليزية]‏ \| Équipe Paule Ka [الإنجليزية]‏ \| \| \| \| 10 \| Letizia Borghesi [الإنجليزية]‏ \| Aromitalia–Basso Bikes–Vaiano [الإنجليزية]‏ \| \| \| |                     |                                |       |  |
| |                     |                                |       |  |
| مصدر: ProCyclingStats |                     |                                |       |  |
| تصنيف أفضل شابة |                     |                                |       |  |
| المتسابقة | المتسابقة           | الفريق                         | الوقت |  |
| 1 | ليان ليبرت          | فريق سنويب للسيدات ‏            |       |  |
| 2 | Mikayla Harvey ‏     | Équipe Paule Ka ‏               |       |  |
| 3 | جولييت لابوس        | فريق سنويب للسيدات ‏            |       |  |
| 4 | إليسا بالسامو       | فالكار سيلانس ‏                 |       |  |
| 5 | كيارا كونسوني       | فالكار سيلانس ‏                 |       |  |
| 6 | Évita Muzic ‏        | FDJ–Suez ‏                      |       |  |
| 7 | إيلا هاريس          | كانيون–إس آر إيه إم ‏           |       |  |
| 8 | مارتا كافالي        | فالكار سيلانس ‏                 |       |  |
| 9 | Niamh Fisher-Black ‏ | Équipe Paule Ka ‏               |       |  |
| 10 | Letizia Borghesi ‏   | Aromitalia–Basso Bikes–Vaiano ‏ |       |  |

## تصنيف الفرق

### الفرق حسب النقاط
| \| ترتيب الفرق حسب النقاط \| ترتيب الفرق حسب النقاط \| ترتيب الفرق حسب النقاط \| ترتيب الفرق حسب النقاط \| \| الفريق \| الفريق \| النقاط \| \| \| ---------------------- \| -------------------------------------------- \| ---------------------- \| ---------------------- \| \| 1 \| Lidl–Trek (women's team) [الإنجليزية]‏ \| 3396 نقطة \| \| \| 2 \| إس دي وركس [الإنجليزية]‏ \| 2193 نقطة \| \| \| 3 \| ليف ريسينغ [الإنجليزية]‏ \| 1837 نقطة \| \| \| 4 \| Liv AlUla Jayco [الإنجليزية]‏ \| 1748 نقطة \| \| \| 5 \| فريق سنويب للسيدات 2020 [الإنجليزية]‏ \| 1678 نقطة \| \| \| 6 \| Équipe Paule Ka [الإنجليزية]‏ \| 1656 نقطة \| \| \| 7 \| كانيون إس آر إيه إم راسينغ 2020 [الإنجليزية]‏ \| 1454 نقطة \| \| \| 8 \| FDJ–Suez [الإنجليزية]‏ \| 1378 نقطة \| \| \| 9 \| يو أي أيه تيم [الإنجليزية]‏ \| 1019 نقطة \| \| \| 10 \| فالكار ترافل آند سيرفس 2020 [الإنجليزية]‏ \| 884 نقطة \| \| |                                  |           |  |
| |                                  |           |  |
| مصدر: ProCyclingStats |                                  |           |  |
| ترتيب الفرق حسب النقاط |                                  |           |  |
| الفريق | الفريق                           | النقاط    |  |
| 1 | Lidl–Trek (women's team) ‏        | 3396 نقطة |  |
| 2 | إس دي وركس ‏                      | 2193 نقطة |  |
| 3 | ليف ريسينغ ‏                      | 1837 نقطة |  |
| 4 | Liv AlUla Jayco ‏                 | 1748 نقطة |  |
| 5 | فريق سنويب للسيدات 2020 ‏         | 1678 نقطة |  |
| 6 | Équipe Paule Ka ‏                 | 1656 نقطة |  |
| 7 | كانيون إس آر إيه إم راسينغ 2020 ‏ | 1454 نقطة |  |
| 8 | FDJ–Suez ‏                        | 1378 نقطة |  |
| 9 | يو أي أيه تيم ‏                   | 1019 نقطة |  |
| 10 | فالكار ترافل آند سيرفس 2020 ‏     | 884 نقطة  |  |

## وصلات خارجية
- لمحة عن سباق غنت-وفلجم للسيدات 2020 على موقع  ProCyclingStats   (برو  سايكلنج  ستاتس) - إحصاءات  محترفي  الدراجات.
- غنت-وفلجم للسيدات 2020 على موقع إحصائيات الدراجات الإحترافية (الإنجليزية)